# Proctocera
Proctocera – rodzaj chrząszczy z rodziny kózkowatych i podrodziny zgrzypikowych. Jedyny z plemienia Proctocerini.

## Zasięg występowania
Przedstawiciele tego rodzaju występują w Afryce Subsaharyjskiej.

## Systematyka
Do Proctocera należy 5 gatunków:
- Proctocera lugubris
- Proctocera quadriguttata
- Proctocera scalaris
- Proctocera senegalensis
- Proctocera vittata